# Cantone di Poissy
Il Cantone di Poissy è una divisione amministrativa dell'Arrondissement di Saint-Germain-en-Laye.
È stato istituito a seguito della riforma dei cantoni del 2014, che è entrata in vigore con le elezioni dipartimentali del 2015.

## Composizione
Comprende i comuni di:
- Achères
- Carrières-sous-Poissy
- Poissy